# Fred (chanteur)
Pour les articles homonymes, voir Fred et Métayer.

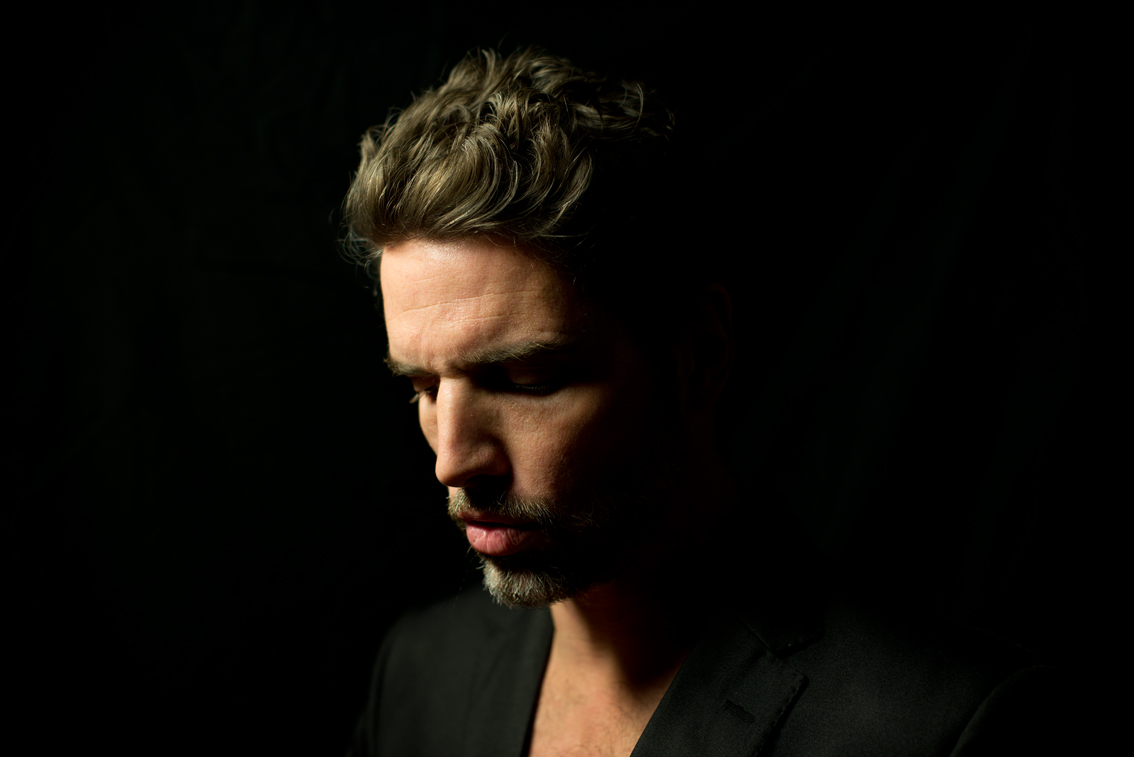
Fred Métayer

Fred (né Frédéric Métayer à Maurepas en 1973) est un auteur-compositeur-interprète français.

## Biographie
Frédéric Métayer est né à Maurepas (Île-de-France) en 1973. Adolescent, il pratique la guitare. 
Il commence sa vie professionnelle comme éducateur sportif dans un centre médico-éducatif. Plus tard, il part à l'aventure et voyage dans divers pays (Argentine, Éthiopie), à la rencontre de différents genres musicaux (Je file trace/ J’ai pas d’attache/ Y’a plus qu’l’espace qui m’parle/ Je garde la tête haute / Mais je suis coriace, une impasse/ Et j’garde mes forces / Pour mieux m’éclipser).
Ses chansons englobent beaucoup de styles, du rock au reggae en passant par le hip-hop. Ses premières chansons abordent la lutte entre le développement de la personnalité et la société "métro-boulot-dodo" (Un malchanceux / J'viens pas jouer les merdeux / J'ai beau eu chercher du taf / J'ai rien trouvé à l'ANPE).
À l'aube du nouveau millénaire, il collabore avec des musiciens tels que Camille Bazbaz aux claviers, Denis Benarosh batteries et percussions (Renaud ou Nougaro), Loo & Placido réalisateurs, et Antoine Gaillet ingénieur du son.
En 2002, il sort un premier album Sauter du nid.  
En 2003, la radio RTL le sélectionne comme « Jeune Talent ».  
Dès 2004, il se produit sur de nombreuses scènes de l'hexagone et est invité à rejoindre La Tournée des grands espaces d'Alain Bashung pour quelques dates. 
En 2006, il participe à une tournée musicale au Proche-Orient (Israël, Palestine, Jordanie). Il présente sur scène et devant une centaine de personnes ses créations originales en compagnie de deux musiciens palestiniens : Wael Abu Saloum au oud et Mohammad Hdaib à la derbouka.
En 2007, il élabore seul ses titres qu’il confie ensuite à Jean Lamoot (producteur de Salif Keita, Bashung ou Noir Désir). 
Période où il vit à Bamako (Mali), pour enregistrer une partie de son second album dans le Studio Moffou de Salif Keita, accompagné du bassiste Simon Edwards et du batteur Martyne Barker (Fantaisie militaire de Bashung), ainsi que du guitariste et arrangeur Jean-Louis Solans (Souad Massi, Salif Keita).
En 2008, sortie de son deuxième album enregistré au studio Ferber, Mes graines, et assure les premières parties de la tournée Bleu pétrole d'Alain Bashung. 
En 2010, commence un travail de co-écriture avec Christophe Miossec.
En 2013, il sort son troisième album, La Morsure, enregistré par Julien Gaulier (Hey Hey My My) après un premier essai pour une session acoustique du titre Je ris encore, premier titre composé avec Miossec, qui donnera le ton de l'album.

## Discographie
Albums : les chansons
- Imbécile heureux
- Petit
- Two thousand summers
- L'homme bio
- Ninkin Nan Yale
- A stop: reprise de Zion de Bob Marley